# Campeonato Mundial de Basquetebol Feminino de 1971
O Campeonato Mundial de Basquetebol Feminino de 1971 foi a 6.ª edição do Campeonato Mundial de Basquetebol Feminino. Foi disputado no Brasil, nas cidades de Brasília, Niterói, Recife e São Paulo por seleções de 13 países e organizado pela Federação Internacional de Basquetebol (FIBA) e pela Confederação Brasileira de Basquetebol.
A União Soviética conquistou de forma invicta o quarto título mundial da modalidade após vencer todas as partidas e somar o maior número de pontos na fase final, a Tchecoslováquia ficou com a medalha de prata e o Brasil garantiu a medalha de bronze.

## Locais de competição
| Cidade    | Local                 | Capacidade |
| --------- | --------------------- | ---------- |
| São Paulo | Ginásio do Ibirapuera | 11 000     |
| Recife    | Ginásio Geraldão      | 15 000     |
| Niterói   |                       |            |
| Brasilia  | Ginásio Nilson Nelson |            |

## Equipes participantes
| América        | Europa          | Ásia          | Oceania   | África     |
| -------------- | --------------- | ------------- | --------- | ---------- |
| Estados Unidos | União Soviética | Coreia do Sul | Austrália | Madagascar |
| Brasil         | Tchecoslováquia | Japão         |           |            |
| Cuba           | França          |               |           |            |
| Argentina      |                 |               |           |            |
| Equador        |                 |               |           |            |
| Canadá         |                 |               |           |            |

## Fase preliminar
- Partida de abertura : terça-feira 12 de setembro de 1971 às 13:00 (hora local = UTC - 3:00).
- Os três primeiros de cada grupo se classificam às oitavas-de-final. As equipes empatadas em pontos se separam de acordo com o confronto direto.

| Groupe A (Recife) |                 |     |   |   |    |    |    |
|                   | Equipe          | Pts | V | D | PP | PC | SP |
| 1                 | Tchecoslováquia | 6   | 3 | 0 |    |    |    |
| 2                 | Japão           | 5   | 2 | 1 |    |    |    |
| 3                 | Austrália       | 4   | 1 | 2 |    |    |    |
| 4                 | Madagascar      | 3   | 0 | 3 |    |    |    |

|  | Tchecoslováquia | 120 | 39  | Madagascar |
|  | Austrália       | 50  | 77  | Japão      |
|  | Tchecoslováquia | 74  | 34  | Austrália  |
|  | Madagascar      | 28  | 121 | Japão      |
|  | Madagascar      | 55  | 90  | Austrália  |
|  | Tchecoslováquia | 64  | 58  | Japão      |

| Grupo B (Brasília) |                |     |   |   |    |    |    |
|                    | Equipe         | Pts | V | D | PP | PC | SP |
| 1                  | Coreia do Sul  | 6   | 3 | 0 |    |    |    |
| 2                  | França         | 5   | 2 | 1 |    |    |    |
| 3                  | Estados Unidos | 4   | 1 | 2 |    |    |    |
| 4                  | Equador        | 3   | 0 | 3 |    |    |    |

|  | Estados Unidos | 50 | 86 | Coreia do Sul  |
|  | França         | 80 | 49 | Equador        |
|  | Coreia do Sul  | 95 | 37 | Equador        |
|  | França         | 68 | 51 | Estados Unidos |
|  | Equador        | 36 | 76 | Estados Unidos |
|  | Coreia do Sul  | 62 | 51 | França         |

| Grupo C (Niterói) |                 |     |   |   |    |    |    |
|                   | Equipe          | Pts | V | D | PP | PC | SP |
| 1                 | União Soviética | 6   | 3 | 0 |    |    |    |
| 2                 | Cuba            | 5   | 2 | 1 |    |    |    |
| 3                 | Canadá          | 4   | 1 | 2 |    |    |    |
| 4                 | Argentina       | 3   | 0 | 3 |    |    |    |

|  | Canadá          | 50 | 59 | Cuba            |
|  | Argentina       | 16 | 74 | União Soviética |
|  | Cuba            | 58 | 38 | Argentina       |
|  | União Soviética | 94 | 44 | Canadá          |
|  | Argentina       | 53 | 60 | Canadá          |
|  | União Soviética | 76 | 43 | Cuba            |

### Fase de classificação (8.º-13.º lugar)
| Fase de Classificação (São Paulo) |                |     |   |   |    |    |    |
|                                   | Equipe         | Pts | V | D | PP | PC | SP |
| 1                                 | Estados Unidos | 10  | 5 | 0 |    |    |    |
| 2                                 | Austrália      | 9   | 4 | 1 |    |    |    |
| 3                                 | Canadá         | 8   | 3 | 2 |    |    |    |
| 4                                 | Argentina      | 7   | 2 | 3 |    |    |    |
| 5                                 | Equador        | 6   | 1 | 4 |    |    |    |
| 6                                 | Madagascar     | 5   | 0 | 5 |    |    |    |

|  | Canadá         | 102 | 52 | Madagascar     |
|  | Austrália      | 72  | 62 | Argentina      |
|  | Estados Unidos | 70  | 56 | Equador        |
|  | Austrália      | 76  | 37 | Madagascar     |
|  | Equador        | 69  | 76 | Canadá         |
|  | Madagascar     | 51  | 68 | Argentina      |
|  | Estados Unidos | 60  | 49 | Austrália      |
|  | Canadá         | 67  | 61 | Argentina      |
|  | Equador        | 42  | 68 | Austrália      |
|  | Madagascar     | 44  | 73 | Estados Unidos |
|  | Austrália      | 55  | 48 | Canadá         |
|  | Argentina      | 71  | 74 | Estados Unidos |
|  | Equador        | 91  | 64 | Madagascar     |
|  | Argentina      | 65  | 62 | Equador        |
|  | Canadá         | 60  | 80 | Estados Unidos |

### Fase final (1.º-7.º lugar)
| Fase Final (São Paulo) |                 |     |   |   |    |    |    |
|                        | Equipe          | Pts | V | D | PP | PC | SP |
| 1                      | União Soviética | 12  | 6 | 0 |    |    |    |
| 2                      | Tchecoslováquia | 10  | 4 | 2 |    |    |    |
| 3                      | Brasil          | 10  | 4 | 2 |    |    |    |
| 4                      | Coreia do Sul   | 9   | 3 | 3 |    |    |    |
| 5                      | Japão           | 8   | 2 | 4 |    |    |    |
| 6                      | França          | 7   | 1 | 5 |    |    |    |
| 7                      | Cuba            | 7   | 1 | 5 |    |    |    |

|  | Japão           | 53 | 55 | Tchecoslováquia |
|  | União Soviética | 89 | 67 | Coreia do Sul   |
|  | União Soviética | 94 | 46 | Japão           |
|  | Brasil          | 55 | 51 | França          |
|  | Cuba            | 54 | 80 | Tchecoslováquia |
|  | França          | 47 | 72 | Coreia do Sul   |
|  | França          | 67 | 68 | Japão           |
|  | Cuba            | 51 | 88 | União Soviética |
|  | Brasil          | 70 | 63 | Coreia do Sul   |
|  | Tchecoslováquia | 69 | 88 | União Soviética |
|  | Brasil          | 77 | 76 | Japão           |
|  | Cuba            | 60 | 61 | França          |
|  | Coreia do Sul   | 73 | 63 | Japão           |
|  | Tchecoslováquia | 75 | 58 | França          |
|  | Brasil          | 62 | 59 | Cuba            |
|  | Coreia do Sul   | 65 | 72 | Cuba            |
|  | Brasil          | 59 | 68 | Tchecoslováquia |
|  | União Soviética | 80 | 52 | França          |
|  | Coreia do Sul   | 74 | 71 | Tchecoslováquia |
|  | Japão           | 59 | 53 | Cuba            |
|  | Brasil          | 49 | 82 | União Soviética |

## Classificação final
| Posição | Equipe          |
| ------- | --------------- |
| 1       | União Soviética |
| 2       | Tchecoslováquia |
| 3       | Brasil          |
| 4       | Coreia do Sul   |
| 5       | Japão           |
| 6       | França          |
| 7       | Cuba            |
| 8       | Estados Unidos  |
| 9       | Austrália       |
| 10      | Canadá          |
| 11      | Argentina       |
| 12      | Equador         |
| 13      | Madagascar      |